# مسابقات جهانی ژیمناستیک ریتمیک ۲۰۰۷

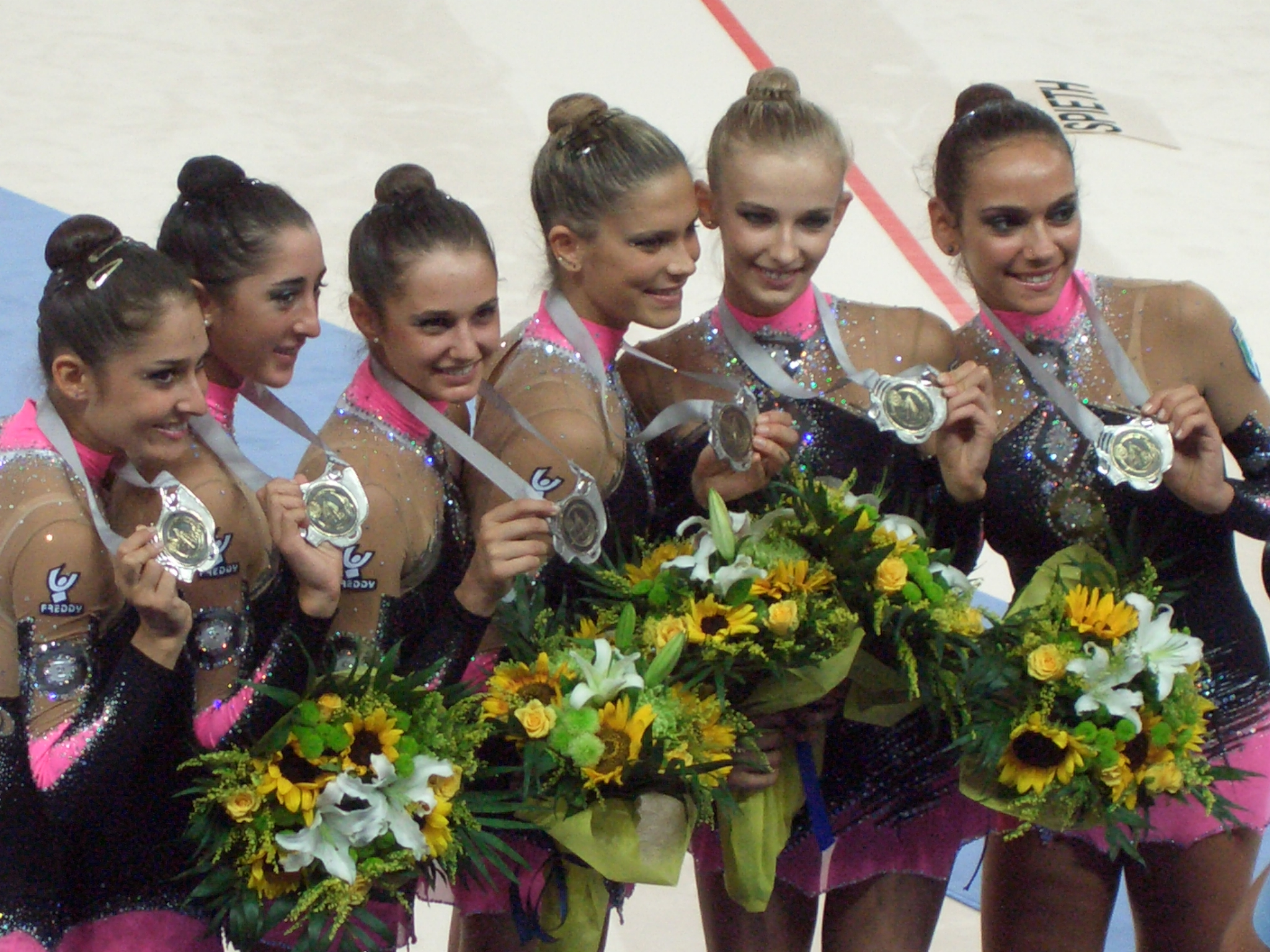
ژیمناستیک ریتمیک سال 2007

مسابقات جهانی ژیمناستیک ریتمیک ۲۰۰۷ بیست و هشتمین دوره مسابقات جهانی ژیمناستیک ریتمیک است که در پاتراس، یونان از ۱۹ تا ۲۳ سپتامبر ۲۰۰۷ میلادی برگزار شده است.

## جدول مدال‌ها
| رتبه | کشور      | طلا | نقره | برنز | مجموع |
| ۱    | روسیه     | ۸   | ۳    | ۳    | ۱۴    |
| ۲    | اوکراین   | ۱   | ۲    | ۱    | ۴     |
| ۳    | ایتالیا   | ۰   | ۳    | ۰    | ۳     |
| ۴    | بلاروس    | ۰   | ۱    | ۲    | ۳     |
| ۵    | بلغارستان | ۰   | ۰    | ۲    | ۲     |
| ۶    | آذربایجان | ۰   | ۰    | ۱    | ۱     |